# Konstantinos Konstantinou
Konstantinos Konstantinou (griechisch Κωνσταντίνος Κωνσταντίνου Konstandinos Konstandinou) war ein griechischer Radsportler, der an den Olympischen Sommerspielen 1896 teilnahm. Konstantinou trat zum 12-Stunden-Rennen an, bei dem er jedoch nach knapp 3 Stunden aufgeben musste. Daher ist seine exakte Platzierung nicht bekannt. Er trat ebenfalls zum Straßenrennen von Athen nach Marathon und zurück an, bei dem seine genaue Platzierung und seine Zeiten ebenfalls unbekannt ist. Hier ist nur sicher, dass er nicht unter den besten drei lag.